# 拉戈布勒蒂耶尔
拉戈布勒蒂耶尔（法語：La Gaubretière，法語發音：[la ɡobʁətjɛʁ]）是法国卢瓦尔河地区大区旺代省的一个市镇，位于该省东北部，属于永河畔拉罗什区。

## 地理
拉戈布勒蒂耶尔（46°56'36"N, 1°3'53"W）面积30.33 平方千米，位于法国卢瓦尔河地区大区旺代省，该省份为法国西部沿海省份，北起大西洋卢瓦尔省和曼恩-卢瓦尔省，西临大西洋，南至滨海夏朗德省，东部及东南部与德塞夫勒省接壤。
与拉戈布勒蒂耶尔接壤的市镇（或旧市镇、城区）包括：巴佐日昂帕耶、博尔派尔、莱塞比耶、莱朗德热尼松、圣马丹德蒂约勒、尚韦里。

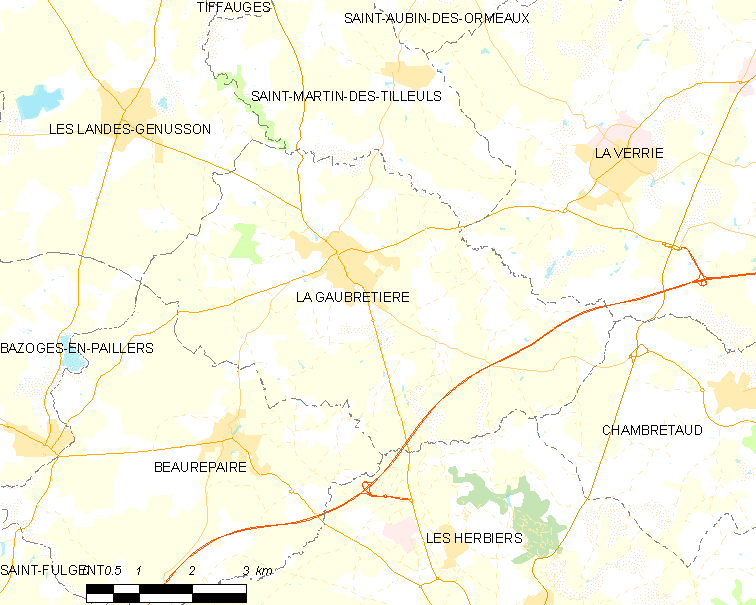
拉戈布勒蒂耶尔的OSM定位图

拉戈布勒蒂耶尔的时区为UTC+01:00、UTC+02:00（夏令时）。

## 行政
拉戈布勒蒂耶尔的邮政编码为85130，INSEE市镇编码为85097。

## 政治
拉戈布勒蒂耶尔所属的省级选区为塞夫尔河畔莫尔塔涅县。

## 人口

1962-2008年间拉戈布勒蒂耶尔人口变化图示

拉戈布勒蒂耶尔于2022年1月1日时的人口数量为3223人。